# Ophisma insignita
Ophisma insignita là một loài bướm đêm trong họ Erebidae.